# Pauline Hanson’s One Nation
Pauline Hanson’s One Nation, auch One Nation oder One Nation Party genannt, ist eine rechtspopulistische, islamophobe Partei in Australien, die 1998 bei der Wahl in Queensland 22,7 % und 11 von 89 Sitzen im Parlament gewann. An diesen Überraschungserfolg einer erstmals kandidierenden Partei konnte sie nicht wieder anknüpfen. Ihr Wählerzuspruch sank in den Folgejahren nach 1998 immer weiter ab und sie war zuletzt im Jahr 2006 mit einem Sitz im Parlament von Queensland vertreten.
Bei den Parlamentswahlen in Australien im Jahr 2016 gewann One Nation vier Sitze von insgesamt 76 Sitzen im Australischen Senat. Nach der Parlamentswahl in Australien 2019 ist diese Partei nur noch mit zwei Sitzen im Senat vertreten.

## Abgrenzung
Die Partei One Nation ist nicht mit dem gleichnamigen Infrastrukturprogramm von 1991 bis 1996 der von der Australian Labor Party geführten Regierung von Paul Keating zu verwechseln.

## Gründung

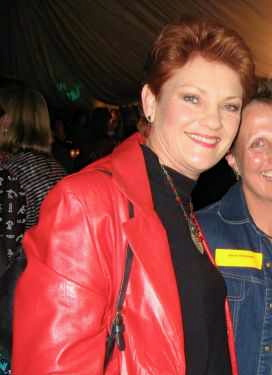
Pauline Hanson

One Nation wurde von Pauline Hanson, David Oldfield und David Ettridge als Partei am 11. April 1997 gegründet. Hanson war als Kandidatin der Liberal Party of Australia in der Nationalwahl von 1996 im Wahlbezirk der Division of Oxley gewählt worden. Dort wurde sie für ihre rassistischen Parlamentsreden bekannt und von der Liberal Party ausgeschlossen. David Oldfield war Kanzler des Manly Council in einer Vorstadt von Sydney, der früher mit Tony Abbott zusammenarbeitete, einem Minister der Liberal Party. Er und David Ettridge wurden als die „zwei Davids“ bzw. „2D“ bezeichnet; sie waren die Parteistrategen und Hanson war die populistische Rednerin.

## Namensgebung
Der Name One Nation bezog sich auf die Vorstellung einer nationalen Einheit Australiens und richtete sich politisch gegen das Vorurteil, dass die australischen Regierungen die Aborigines bevorzugen. Der Begriff ist der britischen Parteienlandschaft mit One Nation Conservatism entnommen, wurde allerdings in Australien als Kampfbegriff gegen die Politik der Australian Labor Party (ALP) von Paul Keating benutzt, die eine weltoffene, wirtschaftspolitisch neoliberale, multikulturelle und auf Asien zentrierte Politik verfolgte. One Nation wollte die politische Plattform bilden, die auf die Ängste der Australier hinsichtlich dieser Politik reagiert und sie befördert. Die One Nation forderte eine drastische Reduzierung der Einwanderungen, Abschaffung des Multikulturalismus und die angebliche Bevorteilung der Aborigines zu beenden und prägte den Begriff „Asianisation of Australia“ (deutsch: „Asiatisierung Australiens“). Die Partei reagierte auf die Ängste der australischen Bevölkerung vor der Globalisierung, sie wollte Binnenmarkt fördern und Schutzzölle einführen sowie Hilfen vor allem für den Mittelstand in den Bereichen Handwerk, Handel und Landwirtschaft.

## Positionen
One Nation vertritt männerrechtliche Positionen. So ist laut Hanson die am meisten unterdrückte Person der weiße angelsächsische Mann („I think the most downtrodden person is the white Anglo-Saxon male“). Hanson ist der Ansicht, dass einkommensunterstützende Maßnahmen für alleinerziehende Eltern den Zusammenbruch der Familie begünstigten, dass alleinerziehende Mütter gegenüber verheirateten Paaren privilegiert werden und dass alleinerziehende Mutterschaft ein Gewerbe sei, das auf Kosten der Steuerzahler arbeitslose Frauen unterhalte. Sie werde deshalb gemäß der Politik ihrer Partei besonders gegen alleinstehende Frauen, die „ein Kind nach dem anderen bekommen“, vorgehen („Under One Nation policy I am really going to come down on single women out there who are continually having child after child“). Zu den männerrechtlichen Zielen der Partei sowie der Australia First Party gehörte die Ersetzung des Familiengerichts mit einem Volkstribunal sowie Veränderungen im Familienrecht und Kindesunterhalt, um Vorurteile gegen Männer zu verhindern. One Nation suchte sich zu diesem Zweck den Männerrechtsaktivisten und Präsidenten der Lone Fathers' Association, Barry Williams, als Kandidaten der Partei aus. Kandidaten und Mitglieder der Partei sind überwiegend Männer.

## Wahlen
1998 erhielt One Nation Wahl in Queensland 22,7 % der Stimmen und 11 von 89 Parlamentssitzen. Sie erhielt mehr Stimmen als die Liberal Party oder die National Party of Australia und wurde zweitstärkste Partei nach der ALP. Von der One Nation-Fraktion im Parlament von Queensland spaltete sich im späten Jahr 1999 die City-Country Alliance ab. 1998 stimmten fast doppelt so viele Männer wie Frauen für One Nation. Die Partei verzeichnete in Bezug auf das Wahlverhalten der Geschlechter unter den australischen Parteien die größten Unterschiede.
Parteigründerin Pauline Hanson kandidierte 2001 anlässlich der Wahl in Queensland im Wahlbezirk Division of Blair und verlor gegen den Kandidaten der Liberal Party Cameron Thompson. Auch die Abspaltung der One Nation, die The City-Country Alliance, gewann 2001 keinen Sitz. 2001 gaben 34 % der männlichen Wähler der Partei an, dass die Gleichberechtigung für Frauen für sie zu weit ginge.
2001 errang One Nation bei der Wahl in Western Australia drei Sitze, in der Nationalwahl 2001 blieb sie infolge des australischen Wahlrechts ohne Wahlerfolg, gewann allerdings fast 10 % der Stimmen. Im folgenden Jahr gewann One Nation weder in Victoria, noch in South Australia oder Tasmanien einen Sitz. Hanson gelang es auch 2003 nicht, anlässlich ihrer Kandidatur für das New South Wales Legislative Council einen Sitz zu gewinnen; sie erhielt weniger als 2 % der Stimmen. 2006 gewann One Nation einen Sitz bei der Parlamentswahl in Queensland. In der Folgezeit gelang ihr kein Einzug in ein Parlament mehr. Erst im Jahr 2016 konnte One Nation bei der Parlamentswahl in Australien vier Sitze von insgesamt 76 Sitzen im Senat gewinnen.
2025 erhielt One Nation bei der Nationalwahl 6,4 % der Stimmen und somit auch 2 Sitze im Senat.

## Interne Querelen und Niedergang
Seit ihrem Höhepunkt bei den Wahlen von 1998 wurde One Nation durch interne Streitigkeiten und Abspaltungen geschwächt. Hanson wurde wegen Unregelmäßigkeiten bei der Zulassung zur Wahl 1998 in Queensland zu einer Strafe von etwa AUD 500.000 verurteilt.
Im Oktober 2000 schloss Hanson den Parteigründer David Oldfield, das letzte verbliebene Parlamentsmitglied von One Nation im Parlament von New South Wales, aus der Partei aus, weil er eine Abspaltung plante und diese 2001 mit der Gründung von One Nation New South Wales auch vollzog. Dadurch konnte die ursprüngliche Partei One Nation bei den Wahlen in New South Wales von 2002 nicht mehr kandidieren, sondern nur noch auf nationaler Ebene und auf Landesebene lediglich in Queensland und New South Wales. Bei der Wahl in Western Australia im Februar 2005 brach der Stimmenanteil für One Nation erheblich ein, die Partei wurde bedeutungslos. Zur Wahl in South Australia 2006 kandidierten für das Unterhaus noch sechs Mitglieder, sie erzielten einen Stimmenanteil von nur 0,8 %. 2006 kandidierten vier Mitglieder der One Nation, die 0,6 % der Stimmen erhielten; lediglich eine Unabhängige, die auf einer Liste der One Nation kandidierte, gewann einen Sitz direkt.
2009 wurde die One Nation Party Queensland aufgelöst, nachdem der Mitgliederstand unter 500 gefallen war.

## Nachbetrachtung
Der Wahlerfolg von One Nation veränderte die politische Landschaft Australiens grundlegend und übte großen Druck auf andere Parteien aus. Der Einzug von One Nation in das Parlament von Queensland verschärfte die Diskussion über die Begrenzung der Einwanderung, erzwungenen Arbeitseinsatz für Sozialhilfeempfänger und die Erweiterung von Polizeibefugnissen.
Im Prolog der Autobiografie Untamed and Unashamed von Pauline Hanson, die 2007 erschien, merkt sie an, dass die konservative Koalitionsregierung der Liberal Party von John Howard und der National Party den Versuch unternommen habe, die Wähler der One Nation für die Liberal Party und die National Party zurückzugewinnen und „the very same policies I advocated back then … are being advocated today by the federal government“ („die Politik, die ich vertrat, kam zurück … wird heute von der föderalen australischen Politik verfolgt“).

## Bekannte Persönlichkeiten
Im August 2013 erhielt die Parlamentskandidatin der Partei, Stephanie Banister, weltweite Aufmerksamkeit für ihre sehr missverständlichen Aussagen und Unwissenheit in einem Fernsehinterview. Sie sagte: „I don't oppose Islam as a country but I do feel their laws should not be welcome here in Australia“. (Deutsch: „Ich bin nicht gegen den Islam als Land, aber ich bin der Meinung, dass seine Gesetze hier in Australien nicht willkommen sein sollten“). In den Medien wurde sie hierfür mit der amerikanischen Vize-Präsidentschaftskandidatin von 2008, Sarah Palin, verglichen.
Ebenfalls weltweit bekannt wurde Fraser Anning, ein rassistischer und islamphober Politiker Australiens, der auch zeitweise Mitglied der Partei war, als ein 17-Jähriger am 16. März 2019 ein Ei auf seinem Kopf zerschlug, weil er die Schuld für den Anschlag auf zwei Moscheen in Christchurch im Jahr 2019 der neuseeländischen Einwanderungspolitik und dem Islam gab.

## Wahlresultate
| Wahl                                        | Kammer                             | Stimmenanzahl (in Prozent) | Sitze (gewonnen) |
| ------------------------------------------- | ---------------------------------- | -------------------------- | ---------------- |
| Parlamentswahl in Queensland (1998)         | Legislative Assembly of Queensland | 22,7 %                     | 11               |
| Parlamentswahl in Australien 1998           | Australisches Repräsentantenhaus   | 8,4 %                      |                  |
| Parlamentswahl in Australien 1998           | Australischer Senat                | 9 %                        | 1                |
| Parlamentswahl in New South Wales (1999)    | Legislative Assembly               | 7,5 %                      |                  |
| Parlamentswahl in New South Wales (1999)    | Legislative Council                | 6,3 %                      | 1                |
| Parlamentswahl in Victoria (1999)           | Legislative Assembly               | 0,3 %                      |                  |
| Parlamentswahl in Victoria (1999)           | Legislative Council                | N/A                        |                  |
| Parlamentswahl in Western Australia (2001)  | Legislative Assembly               | 9,6 %                      |                  |
| Parlamentswahl in Western Australia (2001)  | Legislative Council                | 9,9 %                      | 3                |
| Parlamentswahl in Queensland (2001)         | Legislative Assembly               | 8,7 %                      | 3                |
| Parlamentswahl im Northern Territory (2001) | Northern Territory                 | 1,3 %                      |                  |
| Parlamentswahl in Australien 2001           | Australisches Repräsentantenhaus   | 4,3 %                      |                  |
| Parlamentswahl in Australien 2001           | Senat                              | 5,5 %                      |                  |
| Parlamentswahl in South Australia (2002)    | House of Assembly                  | 2,4 %                      |                  |
| Parlamentswahl in South Australia (2002)    | Legislative Council                | 1,8 %                      |                  |
| Parlamentswahl in Queensland (2004)         | Legislative Assembly               | 4,9 %                      | 1                |
| Parlamentswahl in Australien 2004           | Australisches Repräsentantenhaus   | 1,2 %                      |                  |
| Parlamentswahl in Australien 2004           | Senat                              | 1,7 %                      |                  |
| Parlamentswahl in Western Australia (2005)  | Legislative Assembly               | 1,6 %                      |                  |
| Parlamentswahl in Western Australia (2005)  | Legislative Council                | 1,6 %                      |                  |
| Parlamentswahl in South Australia (2006)    | House of Assembly                  | 0,3 %                      |                  |
| Parlamentswahl in South Australia (2006)    | Legislative Council                | 0,8 %                      |                  |
| Parlamentswahl in Queensland (2006)         | Legislative Assembly               | 0,6 %                      | 1                |
| Parlamentswahl in Australien 2007           | Australisches Repräsentantenhaus   | 0,3 %                      |                  |
| Parlamentswahl in Australien 2007           | Senat                              | 0,4 %                      |                  |
| Parlamentswahl in Western Australia (2008)  | Legislative Assembly               | N/A                        |                  |
| Parlamentswahl in Western Australia (2008)  | Legislative Council                | 0,6 %                      |                  |
| Parlamentswahl in Queensland (2009)         | Legislative Assembly               | 0,4 %                      |                  |
| South Australia (2010)                      | House of Assembly                  | N/A                        |                  |
| South Australia (2010)                      | Legislative Council                | 0,5 %                      |                  |
| Parlamentswahl in Australien 2010           | Australisches Repräsentantenhaus   | 0,2 %                      |                  |
| Parlamentswahl in Australien 2010           | Senat                              | 0,6 %                      |                  |
| Parlamentswahl in Australien 2013           | Australisches Repräsentantenhaus   | 0,2 %                      |                  |
| Parlamentswahl in Australien 2013           | Senat                              | 0,6 %                      |                  |
| Parlamentswahl in Queensland (2015)         | Legislative Assembly               | 0,9 %                      |                  |
| Parlamentswahl in Australien 2016           | Australisches Repräsentantenhaus   | 1,29 %                     |                  |
| Parlamentswahl in Australien 2016           | Senat                              | 4,29 %                     | 4                |